# لجنة الحقيقة والمصالحة (البيرو)

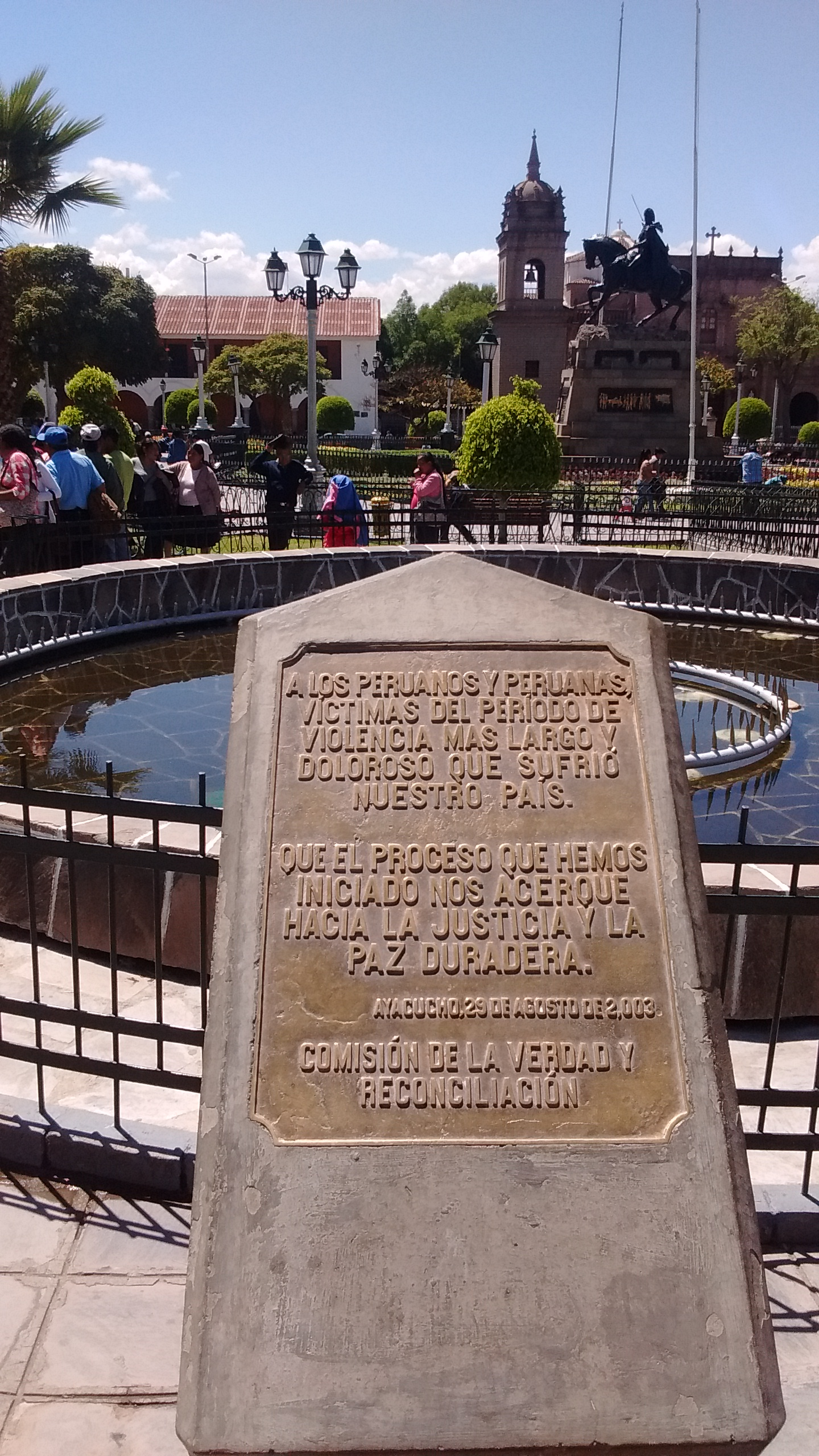

كانت لجنة الحقيقة والمصالحة في البيرو (13 يوليو 2001 - 28 أغسطس 2003) لجنة أنشأها الرئيس «أليخاندرو توليدو» للتحقيق في انتهاكات حقوق الإنسان التي ارتُكبت خلال الثمانينيات والتسعينيات من القرن العشرين. كانت اللجنة رداً على النزاع الداخلي العنيف بين عامي 1980 و2000 أثناء إدارة الرؤساء «فرناندو بيلاندي» (1980-1985)، و«ألان غارسيا» (1985-1990)، و«ألبرتو فوجيموري» (1990-2000). كانت مهمة اللجنة تقديم سجل لانتهاكات حقوق الإنسان والقانون الإنساني الدولي التي ارتُكبت في البيرو بين مايو 1980 ونوفمبر 2000، وكذلك التوصية بآليات لتعزيز حقوق الإنسان وتقويتها. أبلغت لجنة الحقيقة والمصالحة عما يقدر بنحو 70,000 حالة وفاة واغتيال وتعذيب واختفاء ونزوح وتوظيف أساليب إرهابية وغيرها من انتهاكات حقوق الإنسان التي نفذتها كل من الدولة، ومجموعة الدرب المضيء، وحركة توباك أمارو الثورية. وخلص تقريرها إلى أن هناك مساءلة مؤسسية وفردية، بالإضافة إلى تحديد العوامل العرقية والثقافية التي أصبحت محفزًا على النزاع.
نفت دراسة أُجريت عام 2019 أرقام الضحايا التي قدمتها لجنة الحقيقة والمصالحة، إذ قدّرت بدلاً من ذلك «ما مجموعه 48,000 جريمة قتل، وهي نسبة أقل بكثير من تقديرات لجنة الحقيقة والمصالحة»، وخلصت إلى أنه «تقع على عاتق دولة البيرو مسؤولية انتهاكات أكبر بكثير على عاتق مجموعة الدرب المضيء».

## الخلفية
بين عامي 1980 و2000، شهدت البيرو حقبة من العنف السياسي المتسمة بانتهاكات واسعة النطاق لحقوق الإنسان. أدت العديد من أنظمة الديكتاتورية العسكرية إلى عدم الاستقرار السياسي والاقتصادي الذي زاد من التوترات الاجتماعية داخل البيرو. اشتعل الصراع الداخلي في البيرو نتيجة الانتخابات الرئاسية لعام 1980 التي أدت إلى نشوء حرب عصابات بين العديد من الجماعات الثورية السياسية. أسفر النزاع المسلح الداخلي عن مقتل ما يقارب 70,000 شخص ونزوح 600,000 شخص داخليًا، بالإضافة إلى أضرار جسيمة في البنية التحتية العامة والخاصة. نفذت كل من الجهات الحكومية وغير الحكومية الاغتيالات والخطف والاختفاء القسري والتعذيب والاحتجازات الظالمة والجرائم الخطيرة وغيرها من انتهاكات حقوق الإنسان. رغم أن الجماعات الثورية ما تزال نشطة بشكل طفيف، فإن الحكومة قد أنهت مشاركتها في النزاع بعد إجبار الرئيس «ألبرتو فوجيموري» على الاستقالة في عام 2000.

### الدرب المضيء
تعد جماعة الدرب المضيء من الجماعات الثورية الرئيسية المشاركة في النزاع الداخلي في البيرو، وقد وُجد أنها مسؤولة إلى حد كبير عن انتهاكات حقوق الإنسان خلال فترة الثمانينيات والتسعينيات. نُظِمَت المجموعة الثورية كمجموعة سياسية ماوية في عام 1970 بعد تفكك الحزب الشيوعي في البيرو. استخدمت مجموعة الدرب المضيء أساليب حرب العصابات وأعمال الإرهاب العنيفة في محاولة للإطاحة بالحكومات العسكرية، وقد أشعلت الصراع الداخلي في عام 1980 عندما بدأت حملتها الثورية بأول أعمالها العنيفة في تشوشي، أياكوتشو، من خلال اقتحام مركز الاقتراع وحرق صناديق الاقتراع عشية أول انتخابات وطنية تُقام منذ نحو 10 سنوات. ارتكبت مجموعة الدرب المضيء معظم أعمال العنف في منطقة أياكوتشو في البيرو، حيث يعيش العديد من السكان الأصليين في فقر مدقع. أرست المجموعة حضورًا في جميع أنحاء البلاد، لكنها عملت بشكل أساسي في المرتفعات الريفية ذات الوجود الحكومي المحدود. وتألفت حملاتهم من التفجيرات والاغتيالات والإعدام العلني وهجمات حرب العصابات الأخرى ضد الدولة.

### حركة توباك أمارو الثورية
حركة توباك أمارو الثورية هي مجموعة ثورية ماركسية لينينية تشكلت في عام 1982 نتيجة تأثير كل من حركة اليسار الثوري في الستينيات والحزب الاشتراكي الثوري. وُجِدَت هذه المجموعة الثورية مسؤولةً عن عدد كبير من الوفيات والنزوح خلال الصراع الداخلي، بالإضافة إلى مشاركتها في حرب العصابات ضد الجيش ومجموعة الدرب المضيء. كانت المجموعة تنوي الإطاحة بالحكومة العسكرية وإقامة نظام ماركسي للقضاء على الإمبريالية اليابانية والأمريكية في البيرو. بدأت حملتها رسميًا في  1يونيو 1984 من خلال بث بيانها الأول معلنة نيتها لإصلاح حكومة البيرو وذلك من خلال أنظمة البث الإذاعي التابعة للاحتلال. تضمنت أنشطة الحركة التفجيرات والخطف والسطو على البنوك والابتزاز والكمائن والاغتيالات، فضلاً عن كونها مسؤولة عن عدة هجمات ضد الولايات المتحدة. تُعتبَر حركة توباك أمارو مجموعة متمردة أقل عنفًا من غيرها لأن عملياتها في حرب العصابات كانت «مصممة لدعم الكفاح الجماهيري» ضد الحكومات الاستبدادية.

### «فرناندو بيلاوندي»
شغل «فرناندو بيلاوندي تيري» منصب رئاسة البيرو من عام 1963 إلى  1968ومرة أخرى من 1980 إلى 1985. كان «بيلاوندي» جزءًا من حزب العمل الشعبي السياسي، وهو حزب يميني وسطي معروف بمواقفه الموالية لأمريكا. استمر عدم الاستقرار الاقتصادي في ظل إدارة بيلاوندي، إذ عانت البيرو من ديون خارجية كبيرة، وعجز في الميزانية، ومعدلات تضخم عالية، وكوارث طبيعية ذات عواقب باهظة الثمن، وضعف أسواق صادرات البلاد، ما تسبب في فرض الحكومة تدابير تقشفية من أجل التنمية الاقتصادية. بدأ الصراع الداخلي كنتيجة للانتخابات الديمقراطية في عام 1980، مع قيام كل من حركة توباك أمارو الثورية ومجموعة الدرب المضيء بتنفيذ حملة إرهابية ضد الحكومة. حاولت الحكومة قمع الجماعات المتمردة من خلال عمليات الشرطة والقوات المسلحة، ما أدى إلى تصاعد الوفيات وحالات الاختفاء.
أدانت جماعات حقوق الإنسان الانتهاكات واسعة النطاق للمواطنين الأبرياء التي حصلت خلال الصراع ضد الجماعات المتمردة.

### «آلان غارسيا»
شغل «آلان غارسيا بيريز» منصب رئاسة البيرو من عام 1985 إلى عام 1990 ومرة أخرى من عام 2006 إلى عام 2011. كان «غارسيا» جزءًا من التحالف الثوري الشعبي الأمريكي (APRA)، وهو حزب سياسي يساري وسطي. ورثت إدارة «غارسيا» عدم الاستقرار الاقتصادي والسياسي من سلفها. ونفذت الحكومة برنامج تقشف في جهودها لمحاربة مجموعة الدرب المضيء، لكنه أدى إلى حدوث أزمة اقتصادية. عانى اقتصاد البيرو من تضخم مفرط بنسبة 7500%  خلال رئاسة «غارسيا»، ما أدى إلى تفاقم معدلات الفقر الوطنية.
تصاعد الصراع بين الحكومة والجماعات المتمردة إلى «حرب قذرة»، ارتُكبت فيها الفظائع على أيدي كل من المتمردين والقوات العسكرية. استهدفت الجماعات المسلحة المدنيين بشكل متعمّد، واستجابت القوات الحكومية بإعدام المشتبه بهم، وإجراء الاختفاءات القسرية، والاحتجازات غير القانونية. كانت أبرز انتهاكات حقوق الإنسان التي ارتكبتها حكومة «غارسيا» هي مذبحة «أكوماركا» عام 1985، التي تعرض فيها أكثر من خمسة وأربعين مدنياً للتعذيب والقتل في محاولة لاكتشاف أسماء أعضاء مجموعة الدرب المضيء.

## المهمة
في ديسمبر عام 2000، وافق الرئيس المؤقت «فالنتين بانياغوا» على إنشاء لجنة للحقيقة والمصالحة، وفي عام 2001 صادق عليها الرئيس المنتخب «أليخاندرو توليدو».
أُنشئت اللجنة بغرض التحقيق في مجموعة واسعة من انتهاكات حقوق الإنسان، بما في ذلك الاغتيالات والتعذيب والاختفاء والتهجير وتوظيف الأساليب الإرهابية وغيرها من الانتهاكات التي ارتكبتها الدولة والجماعات المتمردة بين مايو من عام 1980 ونوفمبر من عام 2000. تمثلت المهمة في تحليل أسباب العنف الذي وقع، وتحديد حجم الأذيّات، وتقييم المسؤولية، واقتراح التعويضات والتوصيات.ضمت المهمة قائمة مفتوحة للأعمال الإجرامية، ما سمح للّجنة بإدراج جميع الجرائم التي تعتبر ذات صلة. كان الغرض الأساسي من هذه اللجنة كشف الحقيقة حول الجرائم والأحداث، وتقديم تفسير تاريخي عبر تحديد الإدانة الفردية والجماعية للجرائم والانتهاكات. ورغم أن الغرض الرئيسي للجنة هو كشف الحقيقة، فقد كان من المهم أيضًا استعادة الكرامة الشخصية لبعض الأفراد، لكون الضحايا يوصَمون بالعار من قبل المجتمعات العامة أو المحلية التي تفترض أنهم مرتبطون بالجماعات المتمردة. نظّمت لجنة الحقيقة والمصالحة عملها في وحدات متخصصة لإجراء البحوث في مجالات محددة.

### الأهداف
الأهداف
حددت لجنة الحقيقة والمصالحة 5 أهداف رئيسية:
1. تحليل الظروف والسلوكيات السياسية والاجتماعية والثقافية التي ساهمت في النزاعات العنيفة في سياق كل من الدولة والمجتمع.[6]
2. المساهمة في إقامة العدل، وتوضيح الجرائم والانتهاكات لحقوق الإنسان التي ارتكبتها كل من الدولة والمنظمات الإرهابية.[6]
3. تحديد حالة الضحية وهويتها، وكذلك المسؤوليات المقابلة عندما يكون ذلك ممكنًا.[6]
4. تقديم مقترحات معنوية ومادية للضحايا أو لأقاربهم.[6]
5. التوصية بالإصلاحات اللازمة لإجراء التدابير الوقائية لضمان عدم تكرار تجارب مماثلة.[6]